# Bonomi B.S. 5 Ballerina
La Ballerina era un aliante ad ala alta prodotto dall'azienda italiana Aeronautica Bonomi negli anni trenta.

## Tecnica
Caratterizzato da un'ala controventata da due montanti a V, in tre pezzi, quello centrale è fissato a una pinna verticale. I due pezzi laterali erano a sbalzo e a pianta trapezoidale.
La fusoliera era profilata a sezione esagonale e il posto del pilota era completamente chiuso e raccordato con la fusoliera in modo da ottimizzare l'aerodinamica.

Il pattino era montato su blocchetti di gomma.